# HMS Montagu (1901)
La HMS Montagu fu una corazzata pre-dreadnought classe Duncan della Royal Navy britannica. Nel maggio 1906, in mezzo a spessa nebbia, la nave s'incaglio sull'isola di Lundy, senza alcuna perdita umana. Se non si fosse incagliata la nave sarebbe comunque presto divenuta obsoleta, la perdita di una delle sue ultime navi da battaglia fu comunque un duro colpo per la Royal Navy, che in quel periodo era nelle prime fasi della lotta per la supremazia navale contro la Germania.

## Descrizione tecnica
La HMS Montagu fu impostata presso l'arsenale di Devonport il 23 novembre 1899 e varata il 5 marzo 1901, quando fu battezzata da Lady Charles Scott, moglie di Lord Charles Scott, comandante in capo della base di Plymouth. Iniziò le prove in mare nel settembre 1902, sotto il comando del capitano John Ferris.
La Montagu e le sue cinque gemelle della classe Duncan furono ordinate in risposta ai corposi programmi navali di Francia e Russia, in cui figuravano nuove veloci corazzate russe. La Montagu e le sue pariclasse furono progettate per essere più piccole, più leggere e più veloci versioni delle precedenti corazzate classe Formidable. Si scoprì poi che le unità russe non erano state così pesantemente armate come da progetto e la Montagu e le altre Duncan risultarono quindi unità superiori nel loro buon bilancio di velocità, potenza di fuoco e protezione.
La Montagu aveva una disposizione della corazzatura simile a quella della precedente sottoclasse London della classe Formidable, con un minore spessore nelle barbette e nella cintura corazzata.
La Montagu e le sue gemelle ebbero un apparato motore con una potenza indicata di 2200 kW maggiore della classe Formidable e furono le prime corazzate britanniche con motori a triplice espansione a 4 cilindri. Ebbero anche una carena ridisegnata per migliorare la velocità. Le Duncan ebbero la reputazione di buone navi, con una velocità di progetto di 19 nodi ed una velocità operativa di 18, buona manovrabilità a tutte le velocità e un rollio dolce. Al completamento erano le corazzate più veloci della Royal Navy e le pre-dreadnought più veloci mai costruite, ad eccezione delle HMS Swiftsure e HMS Triumph della classe Swiftsure.
La Montagu e le sue gemelle ebbero lo stesso armamento, ma con minore dislocamento, delle unità classe Formidable.
Essendo una pre-dreadnought, la Montagu sarebbe stata surclassata dalle corazzate dreadnought che iniziarono ad apparire alla fine del 1906, ma proprio in quell'anno andò persa, pochi mesi prima dell'entrata in servizio della rivoluzionaria HMS Dreadnought.

## Storia operativa
La HMS Montagu entrò in servizio il 28 luglio 1903 all'arsenale di Devonport per servire con la Mediterranean Fleet. Nel febbraio 1905 fu trasferita alla Channel Fleet. La nave s'incagliò sull'isola di Lundy nel 1906.

### Incaglio
Alle ore 2:00 del 30 maggio 1906, durante alcune prove radio svolte in una fitta nebbia, la Montagu stava navigando nel canale di Bristol ad alta velocità quando colpì lo scolgio di Shutter Rock, nell'angolo sudovest di Lundy. La forza dell'impatto fu così forte che l'albero di prua si piegò in avanti. La nave si incagliò pesantemente, con molte falle nello scafo, la peggiore delle quali era uno squarcio lungo 28 metri sul lato di dritta.
Quando accadde la sventura, un cutter che passava nell'area aveva da poco incontrato la Montagu. La corazzata aveva fermato i motori, s'era affiancata e aveva fatto segnale dalla plancia per ricevere la distanza e rotta per Hartland Point, sulla costa inglese. Anche se le informazioni consegnate dal cutter erano corrette, dalla plancia della corazzata fu risposto che dovevano essere sbagliate e che il pilota del cutter aveva probabilmente perso la rotta. Appena la Montagu riavviò i motori e iniziò a muoversi, il cutter segnalò insistentemente che con la presente rotta la corazzata si sarebbe trovata sullo scoglio di Shutter Rock in meno di dieci minuti. Poco tempo dopo il suono della corazzata che s'incagliava risuonò attraverso la nebbia.
Il capitano della nave da battaglia, pensando che la Montagu si fosse incagliata a Hartland Point, mandò una squadra su di una scialuppa verso nord, per cercare di contattare il faro di Hartland Point. Arrivarono invece al faro nord dell'isola di Lundy e chiesero al guardiano di avvisare l'Ammiragliato che la corazzata s'era incagliata a sud di Hartland Point. Discussero a lungo con il guardiano su dove si trovassero, fino a quando l'uomo non fece notare che sicuramente sapeva a che faro stesse facendo la guardia.
La corte marziale  decretò che l'incidente era avvenuto per la fitta nebbia e per la cattiva navigazione da parte della nave. L'ufficiale in comando, Thomas B. S. Adair, e l'ufficiale di navigazione, il tenente di vascello J. H. Dathan, furono fortemente redarguiti e Dathan perse due anni d'anzianità.

## Tentativi di recupero
Presto apparve chiaro che i danni subiti dalla Montagu erano molto peggiori di quanto si fosse pensato all'inizio. Alcuni nuotatori scesero sott'acqua al fare del giorno e scoprirono che una roccia aveva spinto lo scafo in dentro di 3 metri. Nel pomeriggio del 30 maggio arrivarono i primi aiuti, ma la nave si posizionò in una maniera in cui con l'alzarsi della marea l'acqua entrò nelle falle dello scafo. In 24 ore la sala caldaie, il copertino del timone, la sala macchine di dritta e la sala del motore dell'argano di prua, come molti altri compartimenti, erano ormai allagati. La nave iniziò allora a sbandare verso dritta. Tutti gli oggetti in grado di muoversi furono assicurati e la sala macchine di sinistra fu allagata per fermare lo sbandamento. in certi periodi solo il ponte superiore rimaneva fuori dall'acqua.
La Royal Navy non aveva alcuna esperienza nel recupero di relitti e neanche aveva una branca dedicata a ciò. L'Ammiragliato molto colpito dal successo russo nel recuperare le unità maggiori danneggiate durante la battaglia di Port Arthur e studiò un libro scritto da Frederick Young della Liverpool Salvage Company, che in seguito diventò commodoro e primo Chief Salvage Officer, ufficiale capo in comando del recupero. Il comandante della Channel fleet, l'ammiraglio Sir Arthur Wilson, prese in carico le operazioni di salvataggio, con Young come consulente. Il figlio di Young dichiarò in seguito che i piani di Wilson erano "sbagliati, poco pratici o entrambi". Dal giugno all'agosto 1906 la Montagu fu alleggerita con la rimozione dei cannoni da 305 mm e da 152 mm, dei macchinari pesanti, di parte delle caldaie e di parte della corazzatura prodiera. Ne il tentativo di pompare via l'acqua o di spingerla via tramite aria compressa dai locali macchine funzionò e nulla di ciò che fu provato dagli esperti per fare galleggiare la nave funzionò. La nave gemella Duncan si arenò anche lei proprio mentre aiutava nel tentativo di recupero.
L'idea finale di Wilson fu di riempire la nave di sughero, cosa che secondo Young avrebbe solo bloccato le pompe di recupero. Alla fine dell'estate del 1906 i tentativi di recupero furono sospesi e si era pensato di reiniziarli nel 1907. Un'ispezione della nave condotta tra il 1 e il 10 ottobre 1906 rivelò però che l'azione del mare stava spingendo la nave sempre più a riva, deformando lo scafo così tanto che le rivettature stavano collassando e le assi del ponte si stavano staccando.  Il parziale recupero della nave fu a questo punto assegnato alla Liverpool Salvage Company. Una guardia fu posta a bordo per evitare lo sciacallaggio, ma in seguito fu rimossa preferendo la guadia di uomini su barche o direttamente a riva. Per l'inizio del 1907 comunque la nave era in una condizione così disastrosa che tutte le speranze di recupero, anche parziale, furono abbandonate. La Western Marine Salvage Company di Penzance completò la demolizione delle opere metalliche nei seguenti 15 anni.
Anche se molti diving club visitano ancora il sito del relitto della Montagu, tutto ciò che è rimasto sono piastre corazzate e poche munizioni da 152 mm sul fondo dell'oceano. Quattro pannelli di legno della cabina del capitano sono esposti all'Ilfracombe museum.
I Montagu Steps (gradini della Montagu) furono costruiti vicino alla nave per accedervi dall'isola durante i tentativi di recupero e da quel momento in poi apparirono sulle mappe geografiche istituzionali della zona.